# 拉甘區 (阿爾及利亞)
26°43′N 0°10′E / 26.717°N 0.167°E

拉甘區（阿拉伯语：‎），是阿爾及利亞的行政區，位於該國西南部，由阿德拉爾省負責管轄，首府設於拉甘，面積140,981平方公里，2008年人口27,804，人口密度每平方公里0.2人。